# Il romanzo
Il romanzo è una sorta di enciclopedia della collana "Grandi opere" di Einaudi, divisa in 5 volumi, a cura di Franco Moretti, che si è avvalso di collaboratori della Stanford University e d'altri studiosi invitati secondo il campo di competenza. Ognuno dei volumi ha un inserto fotografico.

## Struttura dell'opera

### I
Il primo volume, intitolato La cultura del romanzo, si apre con un'introduzione di Mario Vargas Llosa che si chiede se È pensabile il mondo moderno senza il romanzo? e si chiude con la riflessione speculare di Claudio Magris se È pensabile il romanzo senza il mondo moderno? Nelle pagine centrali il volume cerca di organizzare la materia a partire dall'oralità come riflessione antropologica sul narrare, nei suoi rapporti con il soprannaturale, con la tradizione storiografica, e nelle varie forme: dal romance medievale di compagnia a corte, al romanzo dell'Ottocento, con i problemi di costruzione dell'interiorità e dei sentimenti borghesi, dalla scrittura femminile al rapporto epico con le popolazioni dell'America latina, dal consumo del libro di viaggio alle patologie derivate dalla lettura, dalla rappresentazione della complessità urbana ai rapporti con il cinema e il fumetto. 

### II
Il secondo volume, intitolato Le forme, analizza le forme che si sono susseguite storicamente, con riferimenti alla narratologia e alle tecniche (costruzione di mondi, rapporto dialogo-monologo, questioni di stile e di intreccio), ai manifesti di poetica, al rapporto con la realtà e con l'industria editoriale, secondo la tradizione occidentale e orientale, in particolare cinese, giapponese e indiana.

### III
Il terzo volume, intitolato Storia e geografia, individua i luoghi di sviluppo della forma romanzo a partire dal Midrash e dalla Grecia antica, seguendo le varie lingue attraverso cui ha visto luce la narrazione.

### IV
Il quarto volume, intitolato Temi, luoghi, eroi, spazia intorno a temi e topoi letterari senza distinzione di provenienza, ma in riferimento ai generi e ai trucchi del mestiere (manoscritto ritrovato, romanzo epistolare, meta-romanzo, cultura visiva) o ai luoghi d'elezione (la foresta, il mare, la strada).

### V
Il quinto volume, intitolato Lezioni, raccoglie una serie di monografie su romanzi particolari (in qualche modo iniziate nei volumi precedenti, ma sviluppate qui più a fondo secondo tipologie più ampie).

## Romanzi e romanzieri messi in evidenza
Tra i libri e gli autori presi in esame dall'opera, in ordine come appaiono nei volumi, spiccano Stendhal, Harriet Beecher Stowe, Fëdor Dostoevskij, George Eliot, Émile Zola, Joseph Conrad, Marcel Proust, I dolori del giovane Werther, Madame Bovary, Fénelon, Eliza Haywood, Ettore Fieramosca di Massimo d'Azeglio, I quaderni di Malte Laurids Brigge di Rilke, Virginia Woolf, Luigi Pirandello, Il paesano di Parigi di Louis Aragon, Mário de Andrade, Il maestro e Margherita di Bulgakov, Chrétien de Troyes, il Lazarillo de Tormes, Madeleine de Scudéry, le Lettere persiane di Montesquieu, Il castello di Otranto di Horace Walpole, il Wilhelm Meister di Goethe, Walter Scott, Eugène Sue, H.G. Wells, Alejo Carpentier, Ulisse di Joyce, Satyricon di Petronio, Laurence Sterne, Gustave Flaubert, Raymond Roussel, Gertrude Stein, Fernando Pessoa, José Lezama Lima, Georges Perec, Ignacy Krasicki, José Joaquín Fernández de Lizardi, Futabatei Shimei, Chaka di Thomas Mofolo, La civetta cieca di Sadegh Hedayat, Samuel Beckett, Juan Rulfo, João Guimarães Rosa, Julio Cortázar, Alain Robbe-Grillet, Thomas Pynchon, Art Spiegelman, I promessi sposi, L'ultimo dei Mohicani, Emilio Salgari, Rudyard Kipling, Carlos Fuentes, Chinua Achebe, Vidiadhar Surajprasad Naipaul, Toni Morrison, Lu Xun, Miloš Crnjanski, Boris Pasternak, Beppe Fenoglio, Mario Vargas Llosa, Peter Weiss, Mao Dun, Leopoldo Marechal, Cyprian Ekwensi, Nagib Mahfuz, Guillermo Cabrera Infante, Orhan Pamuk, Clarissa di Richardson, Le affinità elettive, La lettera scarlatta di Hawthorne, Guerra e pace, Anna Karenina, Nanà, Tess dei D'Urbervilles, Assia Djebar, Frankenstein di Mary Shelley, Notre-Dame de Paris, Pinocchio, Dr Jekyll e Mr Hyde, Dracula di Bram Stoker, Frank Norris, André Breton, Apuleio, il Genji Monogatari, il Roman de la Rose, François Rabelais, Miguel de Cervantes, Luis Vélez de Guevara, Madame de La Fayette, Il sogno della camera rossa, Denis Diderot, Alessandro Manzoni, Honoré de Balzac, Le anime morte di Gogol', Max Havelaar di Multatuli, Alice di Lewis Carroll, Ippolito Nievo, Victor Hugo, Joaquim Maria Machado de Assis, Henry James, Giovanni Verga, Mark Twain, Benito Pérez Galdós, Bolesław Prus, Thomas Mann, Rabindranath Tagore, Sōseki Natsume, Jaroslav Hašek, James Joyce, Italo Svevo, Franz Kafka, Alberto Moravia, Robert Musil, Carlo Emilio Gadda, Elsa Morante e Gabriel García Márquez.
Come si vede una prospettiva mondiale che non si attarda sui prodotti di nessuna lingua, pur privilegiando i grandi romanzi russi, francesi e inglesi.

## Collaboratori
Espen Aarseth, Alberto Abruzzese, Aduke Adebayo, Eraldo Affinati, Roger Allen, April Alliston, Perry Anderson, Benedict Anderson, Susan Andrade, Giovanna Angeli, Jonathan Arac, Nancy Armstrong, Alberto Asor Rosa, John Austin, Giuliano Baioni, Mieke Bal, Ann Banfield, Walter Barberis, Mario Barenghi, Alessandro Baricco, Stefano Bartezzaghi, Piergiorgio Bellocchio, Marco Belpoliti, Alfonso Berardinelli, Mariolina Bertini, Clotilde Bertoni, Maurizio Bettini, Benedetta Bini, Piero Boitani, M. Keith Booker, Adriana Boscaro, Rachel Bowlby, John Brenkman, Jeffrey Brooks, Stefano Brugnolo, Christa Bürger, Peter Burke, Antonia Susan Byatt, Massimo Cacciari, Stefano Calabrese, Monica Centanni, Margaret Cohen, Paola Colaiacomo, Vittorio Coletti, Luiz Costa Lima, Daniel Couégnas, Pier Luigi Crovetto, Valentine Cunningham, Marco D'Eramo, Seamus Deane, Daniele Del Giudice, Michael Denning, Maria Di Salvo, Giuseppe Dierna, Thomas Dipiero, Lubomír Doležel, Milena Dolezelová-Velingerová, Margaret Doody, Ian Duncan, Umberto Eco, Ernest N. Emenyonu, Hans Magnus Enzensberger, Antonio Faeti, Nathalie Ferrand, Federico Ferrari, Giorgio Ficara, Franco Fido, Norma Field, Francesco FIorentino, Philip Fisher, Kate Flint, Ambrosio Fornet, L.O. Aranye Fradenburg, Roberto Francavilla, Ernesto Franco, Ken Frieden, Massimo Fusillo, Nadia Fusini, Andreas Gailus, Catherine Gallagher, Cesare Garboli, Mohammad R. Ghanoonparvar, Simon Gikandi, Roberto Gilodi, Sergio Givone, Jack Goody, Helena Goscilo, Wendy Griswold, Hans Ulrich Hägg, Ursula Heise, Jan Herman, Anne Herschberg Pierrot, Niklas Holzberg, Jongyon Hwang, Siberl Irzik, Fredric Jameson, Michel Jeanneret, Myra Jehlen, Steven Johnson, Priya Joshi, Eileen Julien, Declan Kiberd, Abdelfattah Kilito, Mladen Kozul, Efraín Kristal, Thomas Lahusen, Andreina Lavagetto, Françoise Lavocat, Stefano Levi Della Torre, Romano Luperini, Sergio Luzzatto, Peter Madsen, Claudio Magris, Giorgio Mariani, Elisa Martí-López, Gerald Martin, Edoarda Masi, Richard Maxwell, Donata Meneghelli, Pier Vincenzo Mengaldo, Marco Meriggi, Stephanie Merrim, Juliet Mitchell, Franco Moretti, Meenakshi Mukherjee, Francis Mulhern, Jean-Luc Nancy, Lorri G. Nandrea, Ardis L. Nelson, Salvatore Silvano Nigro, Marie-Louise Ollier, Francesco Orlando, Maria Teresa Orsi, Leo Ou-fan Lee, José Miguel Oviedo, Gioia Paradisi, Jale Parla, Nicolò Pasero, José Luiz Passos, Thomas Pavel, Michael Peled Ginsburg, Gian Piero Piretto, Andrew H. Plaks, Christine Planté, Alessandro Portelli, Marco Praloran, Maria Grazia Profeti, Adriano Prosperi, Ato Quayson, Jean-Michel Rabaté, Giovanni Ragone, James Raven, Franco Rella, Joan Ramon Resina, Francisco Rico, Bruce Robbins, Gian Carlo Roscioni, Rossana Rossanda, Edoardo Sanguineti, Giuseppe E. Sansone, Mario Santana, Beatriz Sarlo, Emanuella Scarano, Klaus R. Scherpe, Roberto Schwarz, Giuseppe Sertoli, Zohar Shavit, Klaus Shere, Walter Siti, Doris Sommer, Vittorio Strada, Enrico Testa, Sylvie Thorel-Cailleteau, William M. Todd, Paolo Tortonese, Katie Trumpener, Patrizio Tucci, Mario Vargas Llosa, Alberto Varvaro, Luisa Villa, Enrica Villari, Hayden White, Geoffrey Winthrop Young, Alex Woloch, Francesco Zambon, Susana Zanetti, Sofia Zani, Judith T. Zeitlin, Giorgio Ziffer, Clarisse Zimra e Jonathan Zwicker.